# Национално знаме на Гуам
Националното знаме на Гуам е прието на 9 февруари 1948 година. Знамето е с тъмно син цвят оградено с червена граница. В средата на знамето се намира на герба на Гуам.